# Communication break out
「Communication break out」（コミュニケーション ブレイク アウト）は、滴草由実の配信限定シングル。

## 解説
初の配信限定作品として、iTunes Store限定で配信された。自身と、自身のバックアップパーティー「Shiz-tic PARADISE」の会員がネット上で会議を重ねながら作りあげたというユニークな手法で完成した。ダウンロード特典として、自身描き下ろしのイラスト3点も掲載されたPDFファイルによるデジタルブックレットが付属する。
発売翌日のiTunes Store R&B/ソウルチャートでは1位を記録、総合チャートでも3位にランクインした。

## 収録曲
1. Communication break out
作詞:滴草由実　作曲:川本宗孝　編曲:後藤康二